# Trapezverteilung
Die Trapezverteilung ist eine stetige Wahrscheinlichkeitsverteilung auf einem kompakten Intervall.

## Definition

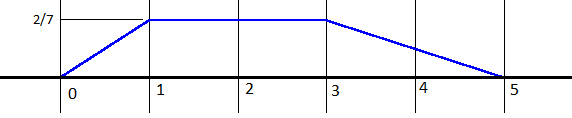
Beispiel [a,b]=[0,5], [c,d]=[1,3]

Die Trapezverteilung ist definiert durch die auf dem Intervall {\displaystyle \left[a,b\right]} definierte Wahrscheinlichkeitsdichtefunktion
{\displaystyle f(x)={\begin{cases}{\frac {2(x-a)}{(b+d-a-c)(c-a)}},&{\text{wenn }}a\leq x<c\\{\frac {2}{b+d-a-c}},&{\text{wenn }}c\leq x\leq d\\{\frac {2(b-x)}{(b+d-a-c)(b-d)}},&{\text{wenn }}d<x\leq b.\end{cases}}}
Hierbei bestimmen die Parameter {\displaystyle a} (minimaler Wert), {\displaystyle b} (maximaler Wert) und das Intervall {\displaystyle [c,d]} (wahrscheinlichste Werte) die Gestalt der Trapezverteilung mit {\displaystyle a\leq c\leq d\leq b}. Der Graph der Dichtefunktion sieht wie ein Trapez aus und gibt dieser Verteilung ihren Namen.

## Verwendung
Die stetige Gleichverteilung legt einen Bereich fest, in dem ein unbekannter Wert mit gleicher Wahrscheinlichkeit zu finden ist. 
Für Punkte außerhalb dieses Bereichs bedeutet die stetige Gleichverteilung die oft unrealistische Annahme, dass deren Wahrscheinlichkeit 0 ist. 
Diesen Mangel gleicht die Trapezverteilung dadurch aus, dass die Wahrscheinlichkeiten für Werte außerhalb eines Bereichs konstanter Wahrscheinlichkeit nicht abrupt, sondern linear auf 0 abfällt.
In der Netzplantechnik kann die Trapezverteilung zur Modellierung von Vorgängen eingesetzt werden. 
Die Parameter {\displaystyle a} und {\displaystyle b} stehen für die optimistische bzw. pessimistische Vorgangsdauer, die wahrscheinliche Vorgangsdauer wird im Intervall {\displaystyle [c,d]\subset [a,b]} vermutet.

## Eigenschaften
Bei einer trapezverteilten Zufallsgröße {\displaystyle X} mit Parametern {\displaystyle a,b,c,d} wie oben angegeben gelten für den Erwartungswert und die Varianz folgende Formeln:
{\displaystyle \mathrm {E} (X)={\frac {((d+b)^{2}-db)-((a+c)^{2}-ac)}{3(d+b-a-c)}}}
{\displaystyle \mathrm {Var} (X)={\frac {(d^{2}+b^{2})(d+b)-(a^{2}+c^{2})(a+c)}{6(d+b-a-c)}}-(\mathrm {E} (X))^{2}}
Für {\displaystyle c-a<b-d} ist die Verteilung rechtsschief, d. h. {\displaystyle \mathrm {E} (X)>m}. Für das in der Grafik dargestellte Beispiel [a,b]=[0,5] und [c,d]=[1,3] gilt {\displaystyle \mathrm {E} (X)=48/21>m=9/4}.

## Beziehung zu anderen Verteilungen
- Für {\displaystyle c=d} geht die Trapezverteilung in die Dreiecksverteilung über.
- Für {\displaystyle a=c} und {\displaystyle b=d} liegt eine stetige Gleichverteilung vor.
- Ist {\displaystyle b-d=c-a}, so ist die Trapezverteilung symmetrisch in Bezug auf den Mittelwert {\displaystyle \textstyle {\frac {1}{2}}(a+b)={\frac {1}{2}}(c+d)}, wobei der Mittelwert mit dem Median übereinstimmt. Die Summe zweier unabhängiger, stetig gleichverteilter Zufallsvariablen ist symmetrisch trapezverteilt.